# گروه گلوبال مدیا
گروه رسانه جهانی یا گروه گلوبال مدیا (انگلیسی: Global Media Group) شرکت رسانه‌ای پرتغالی است، که در سال ۲۰۰۵ تأسیس شد.